# Sandra Rodríguez Nieto
Sandra Rodríguez Nieto es una periodista mexicana que fue reportera de investigación para El Diario de Juárez. Ha cubierto durante años la narcoviolencia en Ciudad Juárez.
Ha ganado varios premios internacionales por sus innovadores reportajes sobre el tráfico de drogas y otros temas relacionados. Actualmente es reportera de Sin Embargo.

## Biografía
Rodríguez Nieto estudió ciencias de la comunicación en la Facultad de Ciencias Políticas y Sociales de la Universidad Autónoma de Chihuahua en Juárez y la maestría en periodismo en la Universidad de Texas en El Paso.

### Carrera periodística
Entre 2003 y 2012, Rodríguez laboró para El Diario, un periódico impreso de Ciudad Juárez, donde comúnmente escribía sobre la corrupción en el gobierno local, las debilidades en el sistema judicial, la estructura y actividades de cárteles de la droga y la participación de jóvenes privados de sus libertad en pandillas criminales y el narcotráfico.
Su análisis a los asesinatos en Juárez entre 2008 y 2009 mostró que la mayoría de las víctimas era personas jóvenes de los barrios más pobres de la ciudad y no miembros de los cárteles de la droga como las autoridades mexicanas aseguraban y que el 98 por ciento de las víctimas estaban desarmadas al momento de su asesinato además de que el 97 por ciento de los asesinatos no habían sido esclarecidos.
Actualmente escribe para Sin Embargo.

### Libros
Es la autora del libro de 2012 La Fábrica del Crimen. En el libro denuncia el "ciclo perverso que ha llevado al deterioro social - y la pérdida de generaciones enteras de jóvenes - en Ciudad Juárez". José Luis Benavides, profesor de periodismo de la Universidad Estatal de California, Northridge, ha dicho que "su libro, a diferencia de otros libros recientes sobre Juárez, agrega capas de comprensión que hacen que el lector aprecie las complejidades del problema, alejándose de las explicaciones y soluciones fáciles presentadas por los funcionarios del gobierno en ambos lados de la frontera".

## Honores y premios
En 2010, el diario español El Mundo le otorgó el premio "Reporteros del Mundo", ese mismo año fue incluida en la lista de "Héroes de los Medios" del diario estadounidense Los Angeles Times. En 2011, recibió el Knight International Journalism Award del Centro Internacional para Periodistas y junto al equipo de El Diario el Premio Maria Moors Cabot de la Universidad de Columbia.
En reconocimiento a su cobertura para El Diario de Juárez,  recibió en 2013 el Premio Daniel Pearl por Reportaje de Investigación Internacional Excepcional.
Ella fue becaria Nieman de la Universidad de Harvard en 2014, siendo la única latinoamericana en la clase de 24 reporteros y editores de ese año. En Harvard estudió "formas de desarrollar proyectos sostenibles de investigación en línea y periodismo narrativo con un enfoque en la transparencia y la rendición de cuentas del gobierno en México".

## Puntos de vista
En Juárez escribió, “los asesinos pueden actuar con libertad y anonimato, disfrutando de la indiferencia y complicidad del estado. Mientras tanto los ciudadanos somos vulnerables sin saber cómo defendernos y de quién ". Ha concluido que “el supuesto remedio contra las drogas es al menos 100 veces peor que el supuesto síntoma de su consumo, con el agravante agregado de que prohibir el comercio alimenta la corrupción en las instituciones estatales. El deterioro social resultante en lugares como Juárez provoca criminalidad extrema y una carnicería fuera de control.”

## Apariciones públicas
Rodríguez ha dado diversas conferencias sobre la guerra contra el narcotráfico en México en diversos lugares. En noviembre de 2012, habló en la Universidad Estatal de California, Northridge. En febrero de 2014 habló en la Universidad de Stony Brook en Nueva York en donde declaró que "toda la ciudad era un campo de batalla", agregando que "en 2008, [Juárez] se convirtió en este campo de batalla para los cárteles que buscaban hacerse del control de las rutas de tráfico. El gobierno federal envió 8,000 militares. Fue la primera vez que vi soldados en mi ciudad” Finalmente añadió: “Mi mayor pesadilla es despertar un día y ver la historia de mi ciudad en el New York Times. No dejaré que ningún periodista extranjero cuente la historia de la ciudad que conozco porque sé lo que está debajo de la violencia.”